# FESTin

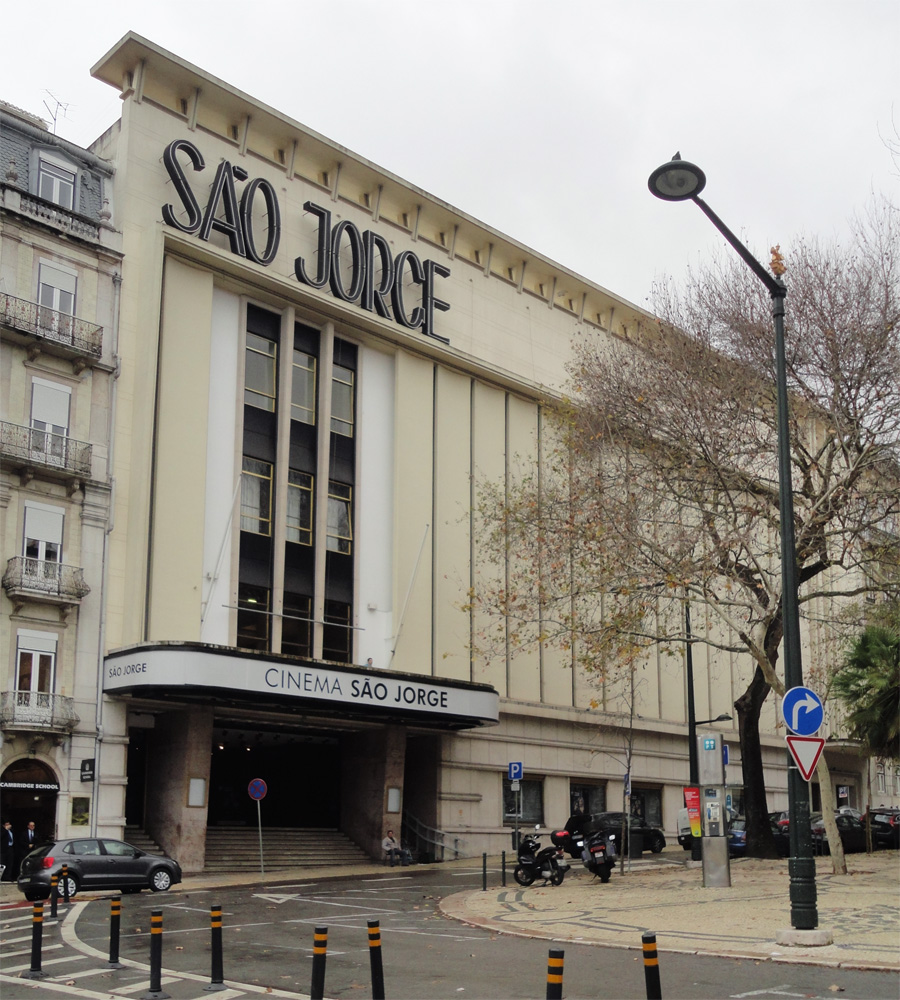
Das Lissabonner Premierenkino Cinema São Jorge ist das Hauptkino des FESTins, daneben wandern die Austragungsorte mit jeder Ausgabe.

Das FESTin (offiziell: FESTin – Festival de Cinema Itinerante da Língua Portuguesa, zu deutsch: Wanderndes Filmfestival der portugiesischen Sprache) ist ein jährliches Filmfestival für Filme des portugiesischen Sprachraums.
Es findet alljährlich, meist Anfang Mai, im Cinema São Jorge in Lissabon statt, mit einem wesentlichen Programmteil in weiteren Orten und in jährlich wechselnden Ländern portugiesischer Sprache. 2019 war Tunesien als erstes nicht portugiesischsprachiges Land Teil des FESTin.
Das FESTin zeichnet bei jeder Ausgabe Filme in mehreren Kategorien mit dem Troféu Pessoa aus, daneben werden weitere Preise vergeben.

## Geschichte
Das FESTin fand erstmals vom 4. bis 9. Mai 2010 statt, zur Kulturwoche der Gemeinschaft der Portugiesischsprachigen Länder (CPLP), um Filme aus dem portugiesischen Sprachraum zu fördern und die Kultur zwischen diesen Ländern über das Medium Film miteinander in Austausch zu bringen. 41 Filme wurden gezeigt, davon im Wettbewerb 23 kurze und sieben lange Filme. Als erster Langfilm wurde Terra Sonâmbula der brasilianischen Regisseurin Teresa Prata prämiert, als erster Kurzfilm wurde Kunta des são-toméisch-portugiesischen Schauspielers und Regisseurs Ângelo Torres ausgezeichnet. In den Folgejahren kamen weitere Kategorien für hier verliehene Filmpreise dazu.
Im Jahr der weltweiten COVID-19-Pandemie, und entsprechend der gesetzlichen Einschränkungen nach Ausbruch der COVID-19-Pandemie in Portugal, fand das FESTin 2020 nicht im gewohnten Rahmen statt. Stattdessen wurden am 9., 14. und 15. Dezember 2020 ein Teil der Filme unter den geltenden Hygienemaßnahmen im Cinema São Jorge gezeigt, in Zusammenarbeit mit der Mostra de Cinema da América Latina, dem Lissabonner Festival für den Lateinamerikanischen Film. Der andere Teil der Filme wurde vom 15. bis zum 30. Dezember 2020 online über die neugeschaffene Streamingplattform FESTin ON gezeigt.

## Organisation und Finanzierung
Organisiert wird das Festival vom Kulturverein ASCULP (Associação Cultura e Cidadania da Língua Portuguesa), das Marketing übernimmt die Agentur Padrão Atual. Das Festival findet in Koproduktion mit dem Lissabonner Premierenkino São Jorge und der lusophonen Kulturstiftung Fundação Luso-Brasileira statt, finanziert von der Stadtverwaltung Lissabon. Zusätzliche Unterstützung kommt gelegentlich und wechselnd von Partnern wie den Kulturministerien Brasiliens und Portugals, den diplomatischen Vertretungen Brasiliens in Portugal (Botschaft und CPLP-Vertretung), portugiesischen Stadtverwaltungen oder anderen, meist öffentlichen oder gemeinnützigen Kulturträgern.

## Ausrichtung und Programm
Sowohl kurze als auch lange Filme und sowohl Spielfilme als auch Dokumentarfilme werden innerhalb und außerhalb des Wettbewerbs gezeigt.
Neben dem eigentlichen Wettbewerb steht in jeder Ausgabe ein portugiesischsprachiges Land im Mittelpunkt. Der Mosambikanische Film war Schwerpunkt der ersten Ausgabe 2010, 2011 folgte der Portugiesische Film und 2012 stand das brasilianische Kino im Mittelpunkt. Im Zuge der verstärkten Itinerâncias („Wanderungen“) des Festivals stand dann das jeweilige Gastland stärker im Mittelpunkt, etwa Guinea-Bissau 2015, São Tomé und Príncipe 2016, Osttimor 2017, Kap Verde 2018 und 2019, oder Angola 2022.
Daneben sind Werke zur sozialen Inklusion ein fester Schwerpunkt des FESTin seit Beginn.
Auch finden Ehrungen und Gedenken, und damit verbundene Filmreihen statt.
Zu jeder Ausgabe findet ein wechselndes und unterschiedlich dimensioniertes Rahmenprogramm statt, üblicherweise mit Workshops und Gesprächsrunden, gelegentlich auch mit begleitenden Konzerten, Ausstellungen oder Vorträgen.

## Preise und Auszeichnungen
In der ersten Ausgabe wurde ein mit 5000,- Euro dotierter Preis für den besten Langfilm und ein mit 2500,- dotierter Preis für den besten Kurzfilm vergeben. Zu diesen beiden weitergeführten Kategorien kamen in den folgenden Ausgaben neue hinzu, etwa für den besten Dokumentarfilm, die besten Schauspielleistungen, Publikumspreise oder der 2013 eingeführte Preis der CPLP (mit 1.200 Euro dotiert). Von Ausgabe zu Ausgabe variieren diese weiteren vergebenen Preise und werden vor jeder Ausschreibung in den jeweiligen Regularien neu angekündigt.
Trugen die Auszeichnungen zunächst keinen Eigennamen, so wurde 2016 der Troféu Pessoa eingeführt, der mit einer entsprechenden, vom brasilianischen Bildhauer Marcos Marin entworfenen Figur überreicht wird. Namensgeber ist der portugiesische Dichter und Schriftsteller Fernando Pessoa (1888–1935) und sein vielzitierter Ausspruch, seine Heimat sei die portugiesische Sprache.
Der Troféu Pessoa, oft auch Pessoa-Preis (portugiesisch: Prémio Pessoa) genannt, zeichnet Filme in mehreren Kategorien aus, daneben werden weitere Preise vergeben. In der Berichterstattung hat sich der Name der Auszeichnung bisher jedoch kaum durchgesetzt. Die Gründe dürften, neben der noch vergleichsweise geringen allgemeinen Aufmerksamkeit, auch in der Verwechslungsgefahr mit dem deutlich bekannteren, bereits seit 1987 vergebenen portugiesischen Kulturpreis Prémio Pessoa liegen.